# Black Crab
Pour plus de détails, voir Fiche technique et Distribution.
Black Crab (Svart krabba, litt. « Crabe noir ») est un film suédois co-écrit et réalisé par Adam Berg, sorti en 2022.
Il s'agit de l'adaptation du roman suédois Svart krabba de Jerker Virdborg, publié en 2002.

## Synopsis
Dans un monde post-apocalyptique en guerre, la femme soldat Caroline Edh est sélectionnée avec d'autres pour une mission spéciale appelée « Crabe noir » : ils doivent apporter deux capsules au contenu secret à une station de recherche. Ces capsules doivent inverser le cours de la guerre. La station étant située à près de 200 km du continent, elle doit être atteinte en patins à glace à travers les eaux gelées d’un archipel : elle se trouve derrière les lignes ennemies et la glace est trop mince pour supporter le poids de véhicules.
Au cours de la mission, les morts se succèdent et le commando est réduit à deux personnes dont Edh qui doit choisir : croire à la promesse qu'on lui a faite de retrouver sa fille, et pour cela réussir la mission coûte que coûte, ou bien accorder foi aux arguments du lieutenant qui s'est emparé de ces capsules qui pourraient bien condamner toute l'humanité...

## Fiche technique
Sauf indication contraire, les informations mentionnées dans cette section peuvent être confirmées par la base de données cinématographiques IMDb,  présente dans la section « Liens externes ».
- Titre original : Svart krabba
- Titre français : Black Crab
- Réalisation : Adam Berg
- Scénario : Adam Berg et Pelle Rådström
- Direction artistique : Anna Lu Ingvarson
- Décors : Sandra Lindgren
- Costumes : Elsa Fischer
- Photographie : Jonas Alarik
- Montage : Kristofer Nordin
- Production : Malin Idevall et Mattias Montero
- Production déléguée : Christopher Granier-Deferre, Kim Magnusson, Noomi Rapace et Emil Wiklund
- Société de production : Indio
- Société de distribution : Netflix
- Pays de production :  Suède
- Langue originale : suédois
- Format : couleur - Dolby Digital
- Genre : action, aventure, drame
- Durée : 114 minutes
- Dates de sortie
  - Suède : 3 février 2022 (Festival international du film de Göteborg)
  - Monde : 18 mars 2022 (Netflix)

## Distribution
- Noomi Rapace (VF : Julie Dumas) : Caroline Edh
- Dar Salim (VF : David Krüger) : Malik
- Jakob Oftebro (VF : Stanislas Forlani) : Nylund
- Ardalan Esmaili (VF : Stéphane Pouplard) : Karimi
- Aliette Opheim (VF : Audrey Sourdive) : Forsberg
- Erik Enge (VF : Baptiste Mège) : Granvik
- David Dencik (VF : Xavier Béja) : le colonel Raad
- Susan Taslimi (VF : Béatrice Michel) : l'amiral Nordh

 Source et légende : Version française (VF) sur Hiventy
- Direction artistique : Benoît Du Pac
- Adaptation des dialogues : Olivier Lips et Rodolph Freytt

 Source et légende : version française (VF) sur RS Doublage

## Production
Le tournage a lieu à Stockholm, en Suède.